# Chamblay
Cet article possède un paronyme, voir Chambray.
Chamblay est une commune française située dans le département du Jura, la région culturelle et historique de Franche-Comté et la région administrative Bourgogne-Franche-Comté.

## Géographie

### Communes limitrophes
| - OpenStreetMap Limite communale. |

### Hydrographie
La commune fait partie du Val d'Amour et est traversée au nord par la Loue et par deux de ses affluents :
- à l'est, le ruisseau de la Biche ;
- à l'ouest, le ruisseau de Clairvent.

### Climat
Pour des articles plus généraux, voir Climat de la Bourgogne-Franche-Comté et Climat du département du Jura.
En 2010, le climat de la commune est de type climat de montagne, selon une étude du Centre national de la recherche scientifique s'appuyant sur une série de données couvrant la période 1971-2000. En 2020, Météo-France publie une typologie des climats de la France métropolitaine dans laquelle la commune est exposée à un climat semi-continental et est dans la région climatique  Jura, caractérisée par une forte pluviométrie en toutes saisons (1 000 à 1 500 mm/an), des hivers rigoureux et un ensoleillement médiocre. 
Pour la période 1971-2000, la température annuelle moyenne est de 10,7 °C, avec une amplitude thermique annuelle de 17,3 °C. Le cumul annuel moyen de précipitations est de 1 144 mm, avec 12,7 jours de précipitations en janvier et 9,3 jours en juillet. Pour la période 1991-2020, la température moyenne annuelle observée sur la station météorologique de Météo-France la plus proche, « Arc-et-Senans », sur la commune d'Arc-et-Senans à 7 km à vol d'oiseau, est de 11,7 °C et le cumul annuel moyen de précipitations est de 1 182,8 mm. 
La température maximale relevée sur cette station est de 41,5 °C, atteinte le 13 août 2003 ; la température minimale est de −25 °C, atteinte le 2 janvier 1971,,. 
Les paramètres climatiques de la commune ont été estimés pour le milieu du siècle (2041-2070) selon différents scénarios d'émission de gaz à effet de serre à partir des nouvelles projections climatiques de référence DRIAS-2020. Ils sont consultables sur un site dédié publié par Météo-France en novembre 2022.

## Urbanisme

### Typologie
Au 1er janvier 2024, Chamblay est catégorisée commune rurale à habitat dispersé, selon la nouvelle grille communale de densité à sept niveaux définie par l'Insee en 2022.
Elle est située hors unité urbaine et hors attraction des villes,.

### Occupation des sols
L'occupation des sols de la commune, telle qu'elle ressort de la base de données européenne d’occupation biophysique des sols Corine Land Cover (CLC), est marquée par l'importance des forêts et milieux semi-naturels (49,5 % en 2018), une proportion sensiblement équivalente à celle de 1990 (48,9 %). La répartition détaillée en 2018 est la suivante : 
forêts (45,9 %), terres arables (21,8 %), prairies (19,5 %), zones agricoles hétérogènes (5,1 %), zones urbanisées (4,1 %), milieux à végétation arbustive et/ou herbacée (3,6 %). L'évolution de l’occupation des sols de la commune et de ses infrastructures peut être observée sur les différentes représentations cartographiques du territoire : la carte de Cassini (XVIIIe siècle), la carte d'état-major (1820-1866) et les cartes ou photos aériennes de l'IGN pour la période actuelle (1950 à aujourd'hui).

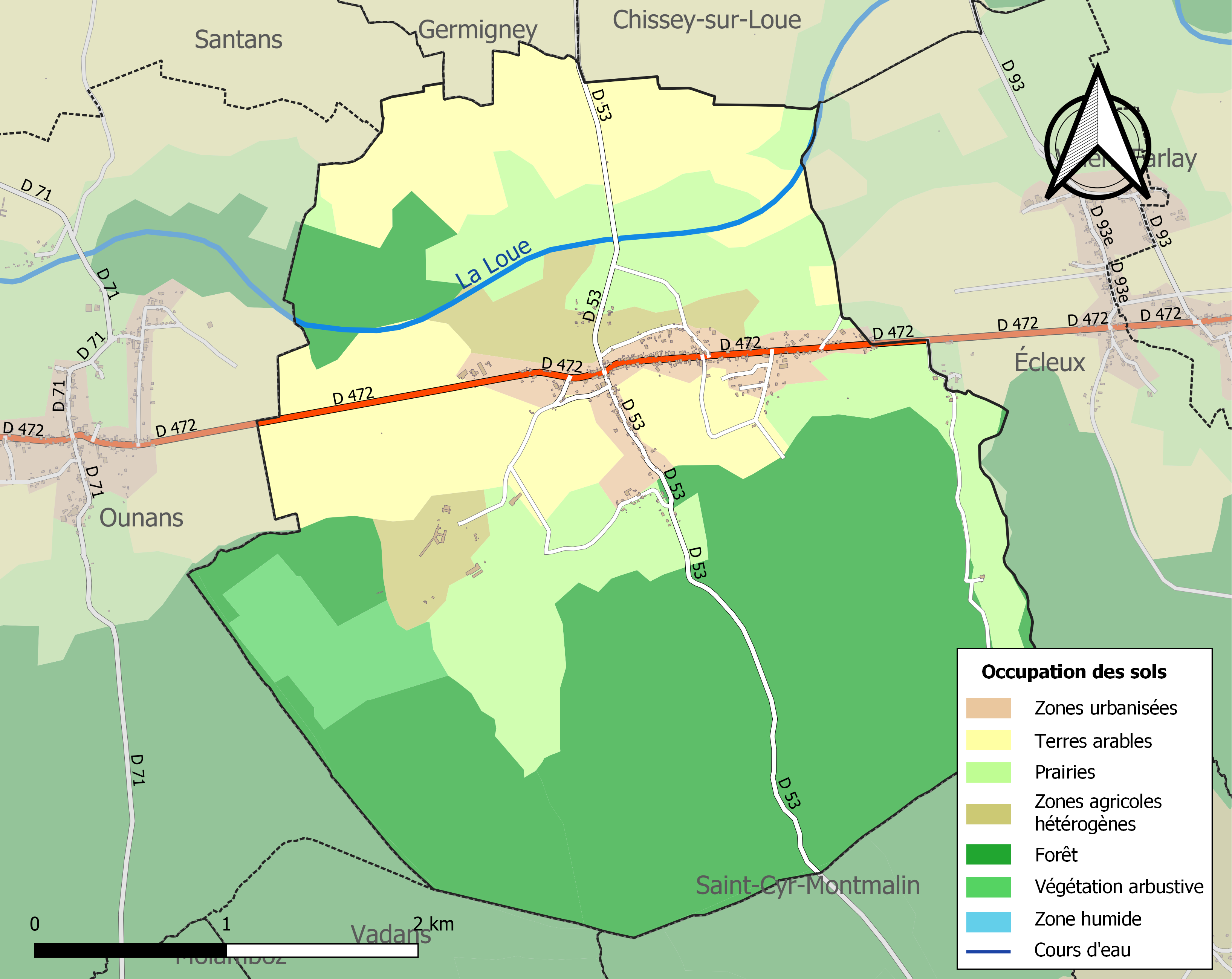
Carte des infrastructures et de l'occupation des sols de la commune en 2018 (CLC).

## Toponymie
On trouve successivement pour Chamblay les noms de Camblasium, attesté en 942, Chamblasium en 1049 et Chamblay en 1324. L'étymologie de Chamblay viendrait du latin Campus Velleii, littéralement: le camp de Velleius, préfet de cavalerie dans l'armée de Tibère de 9 à 14 ap. JC
, mais une autre étymologie est plausible, l'origine serait ' Camblacum ' du nom gaulois ' Camulus ' qui était une divinité importante des celtes. On retrouve son nom dans la ville de Camulodunum (le "Fort de Camulos") actuelle Colchester dans l'Essex, en Grande-Bretagne.

## Histoire

### Protohistoire
Si on retrouve bien dans toute la région des traces d’occupation humaine, parfois très anciennes, comme les cités lacustres néolithiques de Chalain et Clairvaux, voire des grottes habitées à Rochefort-sur-Nenon ou aux Planches-près-Arbois datant du néolithique Âge du bronze ou même, plus récentes et plus proches géographiquement : (Vème-VIème s. apr. JC) à Chissey (canot) et Arc-et-Senans (sépultures burgondes), il faut attendre la période médiévale pour trouver avec certitude des traces de peuplement sur l’emplacement de l’actuel Chamblay.
Si l’on en croit la légende rappelée par Alphonse Rousset dans son volumineux Dictionnaire géographique, historique et statistique des communes de la Franche-Comté et des hameaux qui en dépendent 1854 Tome I, tout le Val d’Amour aurait été un lac, ce qui expliquerait les traces relativement tardives d’occupation humaine :

« On aimerait à se représenter le site où s'élève aujourd'hui Chamblay, tel qu'il était dans les siècles primitifs de la Séquanie. Alors, la Loue, Lupa en latin. Furieuse et ravissante, après s'être repliée plusieurs fois sur elle-même, comme un serpent qui ramasse ses forces pour s'élancer sur sa proie, trouvait son cours arrêté par une digue immense et se transformait en un lac semblable à une mer. C'est une tradition constante qu'une mer ou tout au moins un lac couvrait autrefois de ses eaux le riche val d'Amour. L'historien dolois Louis Gollut (1535-1595) en parle ainsi (écriture modernisée) : « Nos pères disent qu'au Val-Loue, l'un des plus fertiles endroits qui soient en Gaule, la Loue était barrée, et qu'elle y faisait un grand et profond lac ; mais que le terrain ayant été dument nivelé, on lui avait fait un chemin, pour la faire couler plus librement jusqu’au Doubs, où actuellement elle se décharge par un cours non plus barré, mais continu. Et, en effet, par tout le Val de Loue, on remarque un rivage fort relevé et fort éminent qui borde et environne en un long circuit toute la vallée, et montre qu’autrefois où ce lac était installé, cette rapide rivière courait au milieu, laquelle par son cours rapide et par sa gueule dévorante de Louve, se serait fait une ouverture aux endroits abaissés et plus faibles, ou bien on lui aurait ouvert une brèche par le travail des hommes, pour gagner ce très beau Val de Loue, jamais assez loué, pour sa fertilité très grande. »

— Alphonse Rousset

### La légende du Val d’amour
Sur les berges de ce probable lac est née une légende, rapportée par l’historien Rousset (op. cit.) qui note que cette chronique aurait été consignée vers l’an 320 par Hilaire, évêque de Besançon et sans doute dérivée de la légende antique d’Héro, prêtresse d’Aphrodite, vouée au célibat et à la chasteté, amoureuse et aimée du jeune poète Léandre, (racontée entre autres auteurs par le poète Ovide dans les Héroïdes), dont voici le thème : Léandre, originaire d’Abydos, sur la rive asiatique de l’Hellespont (le détroit des Dardanelles) tombe éperdument amoureux de la jeune et belle prêtresse Héro de Sestos, ville sur la rive opposée, côté européen du détroit, (suffisamment étroit à cet endroit pour qu'en 1810, Lord Byron traverse le détroit à la nage en partant d'Abydos à l'imitation de Léandre). Léandre rejoint clandestinement chaque nuit sa bien-aimée à la nage, guidé par le fanal d’Héro postée en haut de sa tour et s’en retourne chaque matin, quand point l’aurore. Un soir, une terrible tempête se leva et le vent éteignit le signal, Léandre sans autre repère se noya dans la mer en furie. Le lendemain, son corps fut entraîné vers le rivage, au pied de la tour où se trouvait Héro. En apercevant le corps inanimé de son amoureux, de désespoir, elle se jeta à la mer.
La légende comtoise est très voisine :

« Cinq ou six siècles en ça dit la légende, vivait à Clair-Vent (ou Clairvans), un riche homme de Bourgogne, qui joignait la déplaisance à la fierté. Les tourelles de son château se miraient dans le lac de la Loue. Il avait une fille belle à ravir et qui n'était pourtant en rien orgueilleuse. Cette jolie demoiselle aimait un gent ménestrel, Philippe, de Montbarrey, mais Rainfroy, dur et chiche, ne voulait pas qu'elle épousât le pauvre Philippe et la vive Alicette fut mise en étroite prison malgré ses pleurs. Philippe, alors, creusa un chêne à l'aide de feu et quand la lune était à son décours, il traversait le lac guidé par un fanal qu'allumait la nourrice d’Alicette. Il baisait les mains de sa mie à travers les barreaux de la tour et revenait content de sa soirée. Mais sa bourse s'épuisa bien vite à payer la nourrice avaricieuse. La misérable mouilla une nuit son cierge et le canot mal dirigé dévala tout à fond. Philippe se noya tristement. Peu de jours après, Rainfroy passa lui-même de vie à trépas et sa fille libre enfin, jura de retrouver son amant mort ou vif. Elle fit rompre à Parcey la digue qui retenait les eaux du lac, et on le retrouva en effet à Chissey où il avait chu, déjà tout défiguré ; Alicette garda de lui perpétuellement souvenir, et bâtit la chapelle d'Ounans, où elle fut inhumée à côté de son doux ami. »

## Politique et administration
| Période   | Période  | Identité         | Étiquette | Qualité       |
| --------- | -------- | ---------------- | --------- | ------------- |
| mars 2001 | 2008     | André Macchioni  |           |               |
| mars 2008 | 2014     | Pierre Maxime    |           |               |
| mars 2014 | En cours | Philippe Brochet | DVD       | Fonctionnaire |

## Démographie
L'évolution du nombre d'habitants est connue à travers les recensements de la population effectués dans la commune depuis 1793. Pour les communes de moins de 10 000 habitants, une enquête de recensement portant sur toute la population est réalisée tous les cinq ans, les populations de référence des années intermédiaires étant quant à elles estimées par interpolation ou extrapolation. Pour la commune, le premier recensement exhaustif entrant dans le cadre du nouveau dispositif a été réalisé en 2008.

En 2022, la commune comptait 423 habitants, en stagnation par rapport à 2016 (Jura : −0,81 %, France hors Mayotte : +2,11 %).
| 1793 | 1800 | 1806 | 1821 | 1831  | 1836  | 1841  | 1846  | 1851  |
| ---- | ---- | ---- | ---- | ----- | ----- | ----- | ----- | ----- |
| 718  | 726  | 763  | 930  | 1 154 | 1 185 | 1 317 | 1 377 | 1 304 |

| 1856  | 1861  | 1866  | 1872 | 1876 | 1881 | 1886 | 1891 | 1896 |
| ----- | ----- | ----- | ---- | ---- | ---- | ---- | ---- | ---- |
| 1 095 | 1 090 | 1 064 | 972  | 895  | 868  | 778  | 743  | 715  |

| 1901 | 1906 | 1911 | 1921 | 1926 | 1931 | 1936 | 1946 | 1954 |
| ---- | ---- | ---- | ---- | ---- | ---- | ---- | ---- | ---- |
| 687  | 707  | 684  | 635  | 530  | 469  | 429  | 433  | 379  |

| 1962 | 1968 | 1975 | 1982 | 1990 | 1999 | 2006 | 2008 | 2013 |
| ---- | ---- | ---- | ---- | ---- | ---- | ---- | ---- | ---- |
| 371  | 351  | 373  | 337  | 354  | 388  | 407  | 411  | 426  |

| 2018 | 2022 | - | - | - | - | - | - | - |
| ---- | ---- | - | - | - | - | - | - | - |
| 425  | 423  | - | - | - | - | - | - | - |

Vers 1846, la population de Chamblay est la plus élevée en raison de l'activité de son port où travaillait une centaine de personnes, sans compter les nombreux marchands de bois qui habitaient dans le village. Le transport des longs résineux par flottage était au plus fort.

## Culture locale et patrimoine

### Lieux et monuments

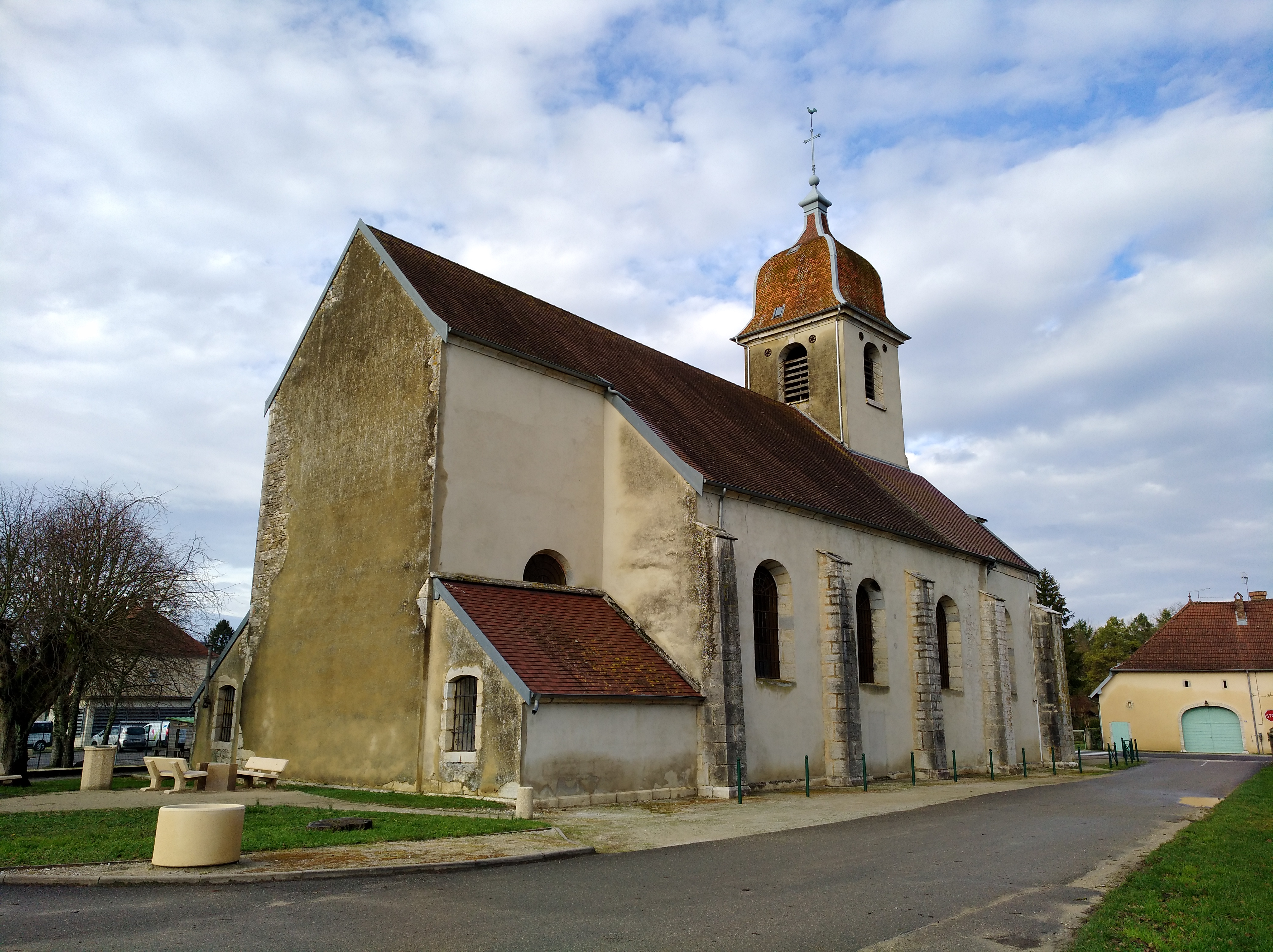
L'église Saint-Étienne de Chamblay.

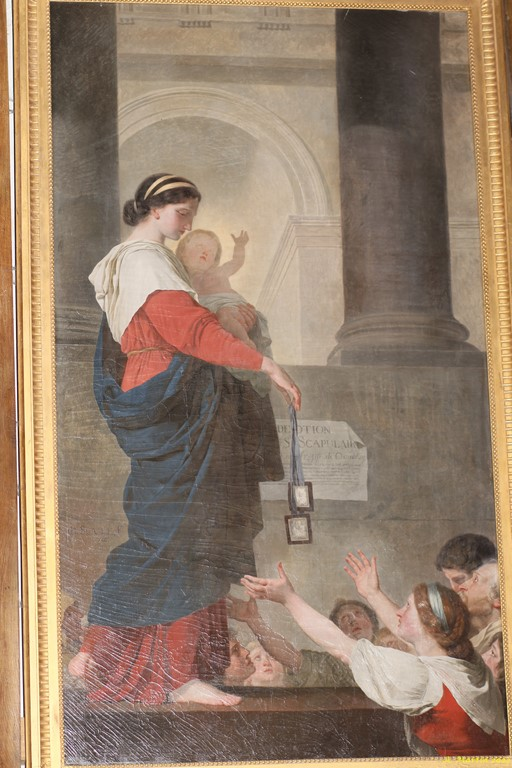
Dévotion au scapulaire de l'église Saint-Étienne de Chamblay, 1786.

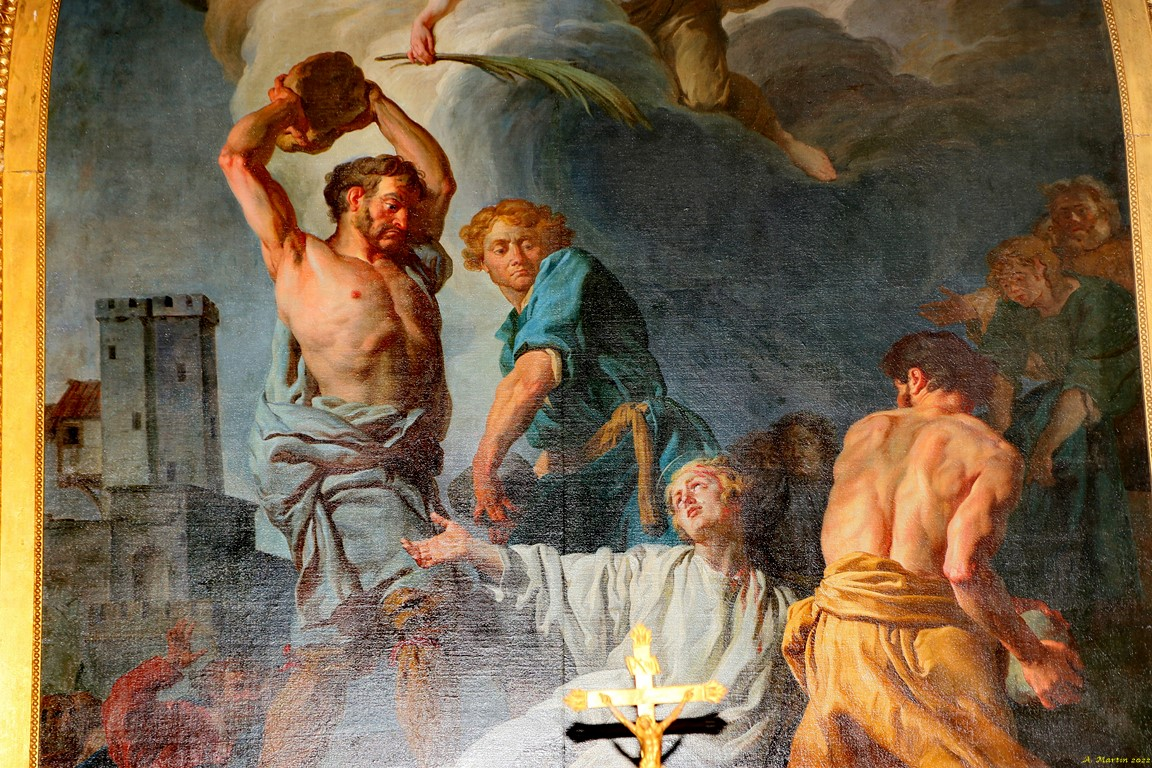
Nicolas Guy Brenet, Lapidation de saint Étienne, 1775, détail.

- Le château de Clairvans : plusieurs fois détruit et reconstruit depuis le Moyen Âge, domaine de la maison de Vienne, le château de Clairvans à Chamblay, tel qu’on peut le voir actuellement, date du XIXe siècle. Le château devient en 1820 la propriété de la famille Saint-Mauris. Gabriel Bernard, comte de Saint-Mauris-Châtenois le rénove entièrement en 1845. Après la mort du dernier comte de Saint-Mauris, peu avant 1914, Émine Karam, un banquier égyptien qui se fait appeler Karam Pacha, règne sur le domaine. Il y crée une immense ferme modèle comportant laiterie, élevage de daims, de canards et d'escargots, fabrique de choucroute... En 1933, en faillite, la propriété est saisie puis vendue par Me Perrin, notaire à Dijon, à la marquise de Rozycki. Celle-ci, Renée Saffrey de son vrai nom, est une aventurière qui escroque le notaire ainsi que plusieurs employés et commerçants de Chamblay. En 1937, le docteur Cartault d'Arbois acquiert le château pour y établir une maison de santé, mais la Seconde Guerre mondiale interrompt ce projet. Après le conflit, la Société des Automobiles Peugeot acquiert le domaine et le transforme en colonie de vacances.

En effet, le château et ses nombreux bâtiments annexes, entourés de 26 hectares de prés et de bois présentent la configuration idéale pour des vacances d'enfants : situation en pleine nature, locaux spacieux, terrains de jeux et d'aventures illimités, absence de toutes nuisances. Chaque été, la colonie peut accueillir trois sessions de 220 enfants de 7 à 9 ans. Le centre de vacances fonctionne depuis la fin des années 1940 jusqu’en 1986, date à laquelle le Comité d'Établissement des Automobiles Peugeot de Sochaux cesse d’organiser ses propres centres de vacances. La Société des Automobiles Peugeot vend la propriété en 1989. Les anciens communs du château accueillent depuis 1990 la Maison de Retraite « Les Opalines » avec 73 résidents et une quarantaine de salariés. Le château est rénové.
- L'église Saint-Étienne construite au XVIIIe siècle. Elle a été financée par la marquise Marie Elisabeth de Grammont Salives. Le transport des pierres entre les carrières de Port Lesney et de Montmalin est assuré par les habitants de Chamblay. Elle possède 3 tableaux remarquables : deux de Nicolas Guy Brenet et un dédié à Marie, signé Joseph-Benoît Suvée[23].
- Mairie construite au XVIIIe siècle ancienne école des Filles. Elle a été financée par la marquise Marie Elisabeth de Grammont Salives.
- Port aux bois des Radeliers (bords de Loue). Au plus fort du transport du bois, il y avait deux ports aux bois celui d'amont et d'aval. Le dernier radeau a quitté Chamblay en 1901.
- Sentier pédagogique
- Vierge rue de Clairvans. Ce monument XIXe siècle, a été financé par des donateurs.

### Personnalités liées à la commune
- Jean Robichard, acteur et metteur en scène, né à Chamblay en 1941.
- Stéphane Pillot, général de l'armée française, grand officier de la légion d'honneur, a habité  à Chamblay entre 1905 et 1924.
- François Mitterrand a passé la ligne de démarcation à Chamblay lors de l'occupation allemande.
- Germain Aigrot, né le 17 janvier 1885 à Chamblay, décédé à Lons-le-Saunier le 25 août 1941, médecin à l’Hôtel-Dieu à Lyon, chirurgien à Lons-le-Saunier. Auteur médical[24].
- Gilbert Giboudeau, peintre, sculpteur franc-comtois de souche jurassienne (Mathenay), né en 1926 à Folgensbourg (Haut-Rhin). Décédé à Chamblay en 2008[25].
- André Monnier (1926-2023), sauteur à ski français, y est mort.
- Victor "Jérôme" Camille Amour Brochet, né le 9 août 1870 à Chamblay, décédé le 10 janvier 1927 à Paris. Agrégé de lettres (1894), docteur ès lettres en 1906, Brochet a été professeur de lycée, puis à la Faculté des Lettres de Besançon. Il fut l'ami intime d’Albert Métin et de Victor Bérard. Conseiller municipal de Chamblay[réf. souhaitée].